# Újvidék vasútállomás
Újvidék vasútállomása (szerbül Железничка станица Нови Сад / Železnička stanica Novi Sad) a szerbiai Vajdaság Autonóm Tartományban  a székváros, Újvidék fő vasútállomása.

## Története

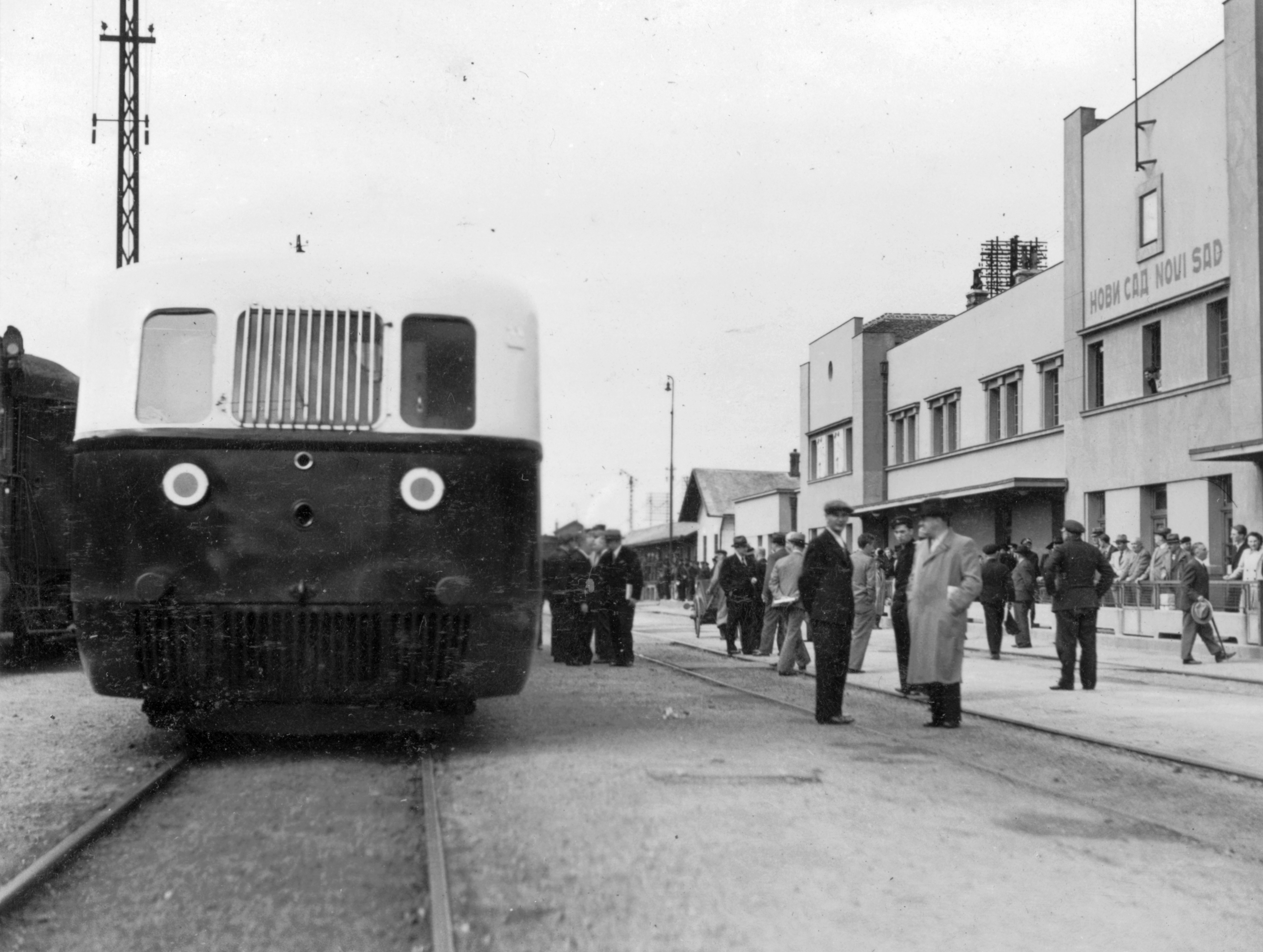
Árpád sínautóbusz Újvidéken 1937-ben

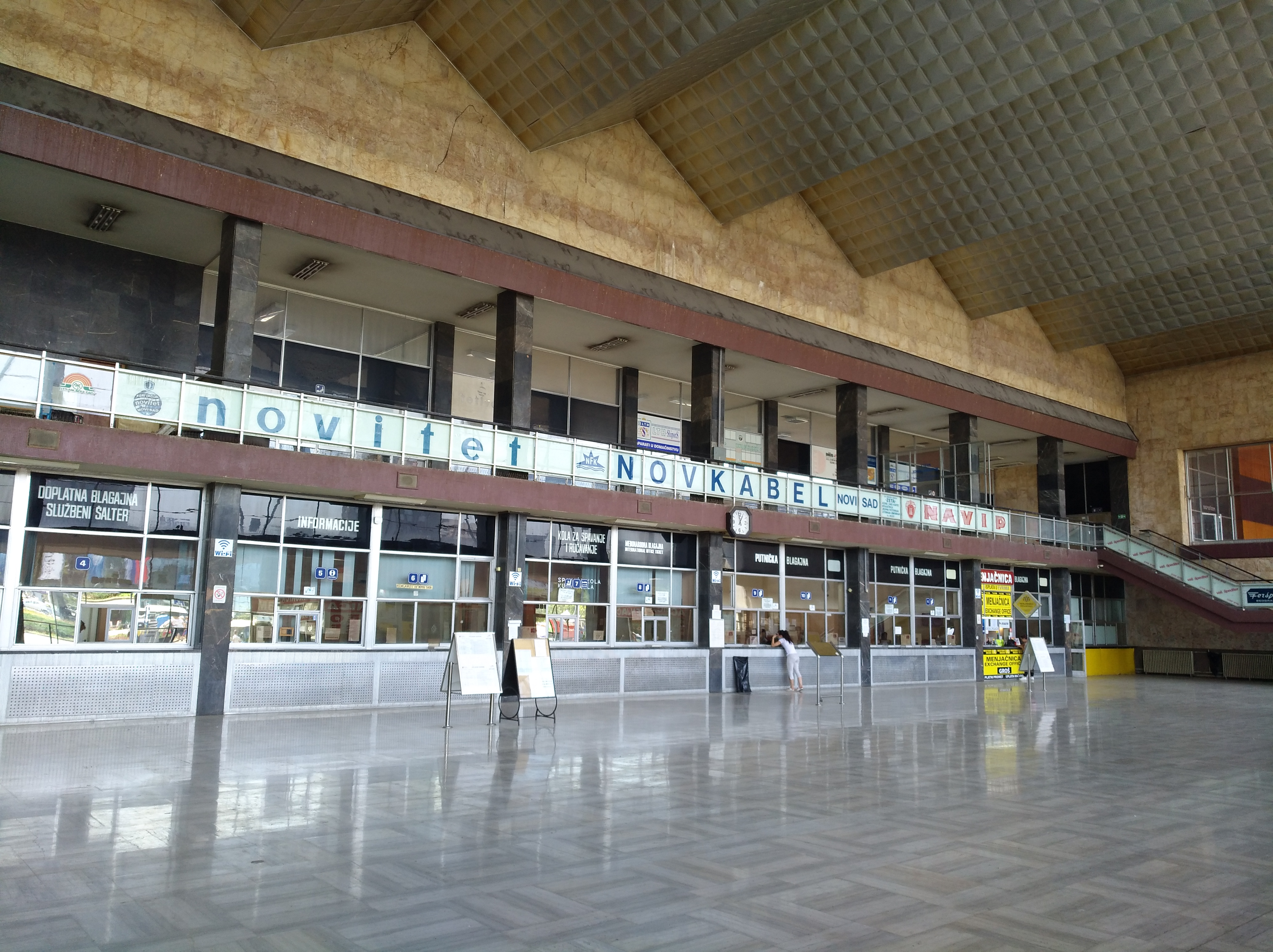
Belső tér

Az újvidéki vasútállomás eredeti épülete 1882-ben épült, és a mai Liman piac helyén állt. 1883. március 5-én érkezett meg az első szerelvény Újvidékre Szabadka felől. A Zimonyba vezető vasutat 1883. december 10-én helyezték forgalomba.
1901-től lóvasúttal szállították az utasokat a pályaudvarról a belvárosba. 1911-ben helyezték üzembe az első városi villamost, de 1958-ban megszüntették a villamosforgalmat és bevezették az autóbusz-közlekedést. A régi pályaudvar épületét lebontották, csak az egykori posta maradt meg, amely jelenleg is működik.
Újvidék Duna felé történő terjeszkedése miatt a vasút nyomvonalát északabbra helyezték át, a régi állomást megszüntették. A Pétervárad felé menő dunai vasúti hidat is áthelyezték. A mai vasútállomás Farkas Imre terve alapján épült modern stílusban, építése 1964-ben fejeződött be. Jellegzetessége a fűrészfogas tető, amely a tipikus pannon házak tetejét utánozza. Funkcionálisan négy részből áll: egy forgalomirányítási részből, egy reprezentatív csarnokból várótermekkel, egy étteremből és egy a vonatok kirakodására és ellenőrzésére szolgáló részből.
A több évtizedes elhanyagoltság miatt az épület 2024-re meglehetősen rossz állapotba került. Bár felújítási munkálatokat is végeztek, ezek vélhetően nem voltak teljeskörűek, emiatt 2024. november 1-jén leszakadt az előtető, a szerencsétlenségben pedig több mint egy tucat embert halt meg, s rengetegen megsérültek.

## Áthaladó vonalak
- 21-es számú Újvidék–Hódság–Gombos-vasútvonal
- 30-as számú Belgrád–Újvidék–Szabadka-vasútvonal
- 31-es számú Újvidék–Orlód-vasútvonal

## Kapcsolódó állomások
A vasútállomáshoz az alábbi állomások vannak a legközelebb: 
- Újvidék rendező pályaudvar (Novi Sad Ranžirna)
- Pétervárad vasútállomás (Petrovaradin)

## Járatok

### Nemzetközi járatok
- 340/341 (Belgrád) Belgrád – Újvidék – Szabadka – Budapest Keleti
- 342/343 Belgrád – Újvidék – Szabadka – Budapest Keleti
- 344/345 (EC Avala) Belgrád – Újvidék – Szabadka – Budapest Keleti – Bécs Főpályaudvar
- 1136/1137 (Panonia) Bar – Belgrád – Újvidék – Szabadka

### Inter City Szerbia
- 540/541 (ICS Palics) Belgrád – Újvidék – Szabadka

### Régió Express
- Újvidék – Belgrád
- Újvidék – Belgrád
- Újvidék – Verbász – Szabadka

### Helyi járatok
- Újvidék – Belgrád
- Újvidék – Verbász – Szabadka
- Újvidék – Verbász
- Újvidék – Gombos – Zombor
- Újvidék – Gombos – Zombor – Szabadka
- Újvidék – India – Sid
- Újvidék – India – Szávaszentdemeter

## Lásd még
- Vajdaság vasúti közlekedése